# 立川陸軍航空廠
立川陸軍航空廠（たちかわりくぐんこうくうしょう）立川市と昭島市に跨って存在した大日本帝国陸軍の航空施設である。

## 概要
主に航空機の補給、整備、修理を目的としていた。青梅線西立川駅の北側に位置し、さらに北側には陸軍航空技術研究所、西側には陸軍航空工廠が存在していた。

## 歴史
1933年（昭和8年）、所沢にあった陸軍航空本部補給部所沢支部が立川に移転して陸軍航空本部補給部立川支部となる。1941年（昭和16年）8月、立川陸軍航空廠に改称。

### 廃止後
終戦後、立川飛行場や周辺の軍事施設と共に接収され、米軍立川基地とされた。1977年の基地全面返還後、1983年開園の国営昭和記念公園の一部となっている。昭島市東町にあった技能者養成所は、1949年（昭和24年）当時の昭和町が土地を借り受け総合運動場として整備し、現在は市立昭和公園や昭和中学校、昭和高等学校になっている。

## 廠長
- 長谷川正雄 中佐：1941年8月1日[9] -
- 田辺収四郎 大佐：1943年9月23日[9][10] -